# Iwan Verwey
Iwan Verwey (14 april 1962) is een Surinaams beeldhouwer. Hij leerde zichzelf de beginselen en studeerde daarna aan de Rijksakademie van beeldende kunsten in Amsterdam. Na vijfentwintig jaar keerde hij terug naar Suriname. Hij werkt vanuit zijn eigen atelier in Paramaribo.

## Biografie

### Beginselen
Nadat hij van school kwam, ging hij aan het werk bij het ministerie van Binnenlandse Zaken. Op dat moment had hij nog niets met kunst, tot hij bij de buren steeds  tiktiktik hoorde. Toen hij ging kijken, zag hij dat zijn buurman een stuk hout aan het bewerken was. Hij bewerkte vervolgens zelf een stuk hout waarmee hij zijn eerste stap zette als beeldhouwer. Nadat iemand een keer zijn werk zag, mocht hij het tonen tijdens een expositie van het warenhuis van C. Kersten & Co.

### Nederland
In 1983 vertrok hij naar Nederland om zich verder te ontwikkelen. Van 1985 tot 1987 had hij les aan de Rijksakademie van beeldende kunsten in Amsterdam. Hij merkte dat hij nog amper was begonnen, en leerde ook met steen werken wat voor hem liefde op het eerste gezicht was. Hier legde hij de basis voor zijn latere praktijk als beeldhouwer, met een voorkeur voor bruinharthout, mahoniehout, Belgisch marmer en Surinaams graniet.
Hij was illegaal in Nederland, maar zijn verblijf werd geborgd door de academie waardoor hij aanvankelijk mocht blijven tot aan het eind van zijn studie. Op dat moment had hij inmiddels een vriendin en een kind met haar. Hierdoor mocht hij in Nederland blijven en kreeg hij later zelfs een Nederlands paspoort, terwijl hij daar niet om had gevraagd. In de jaren 2000 kwam hij in een donkere periode terecht nadat zijn zoon was overleden en zijn relatie stuk was gelopen. Hij pendelde geregeld naar Suriname en keerde in 2009 definitief terug.

### Terug in Suriname
In Suriname ging hij ten noorden van de Kwattaweg wonen, met aan huis een atelier. Hij heeft weinig met conceptuele kunst. "Ik heb ook een concept: de vrouw. Dat is wat mij boeit," zo zei hij in 2009 tijdens een interview met Parbode. Rond dezelfde tijd recenseerde schrijver Hariandi Todirijo: "Bij beeldhouwen met natuursteen gaat het er hard aan toe ... Verwey werkt met een grove grinder, beitelt keihard in het steen en slaat overtollig materiaal weg met zijn hamer....en toch vindt hij dat de vrouw zijn inspiratiebron is en dat hij het steen als een vrouw behandelt."
In 2010 deed hij met zijn presentatie op de Nationale Kunstbeurs goede zaken en kon daar jaren verder mee. In deze tijd bereidde hij ook een solo-expositie voor die hij in De Hal in de wijk Combé wilden houden. Eind 2011, begin 2012 exposeerde hij in Waterland Art Garden net voorbij Domburg en in 2013 was hij een van de kunstenaars tijdens de Srefidensi Mofodor Expositie die het Vrije Atheneum in het kader van natievorming organiseerde.
In 2014 hadden de kinderen van Jnan Adhin een borstbeeld van hun vader laten maken waar zij niet tevreden over waren toen het uit India aankwam. Verwey kreeg toen de opdracht om het beeld bij te werken. Dit gebeurde "op kundige wijze", aldus Rakesh Adhin tijdens zijn toespraak. Het duurde uiteindelijk nog tot 2023 tot het geplaatst kon worden aan de Dr. Sophie Redmondstraat ter hoogte van de A.T. Calorschool. Verder restaureerde hij in 2021 de plaquette van Kodjo, Mentor en Present die in 2000 werd onthuld op het gelijknamige plein bij de Heiligenweg. Hij verhoogde het aan de onderkant en bekleedde de drie dragers met grindstenen. De tekst verfde hij nieuw in zodat die weer leesbaar is.